# XIXe siècle en science-fiction
Le XIXe siècle a été marqué, en matière de science-fiction, par les événements suivants.

## Naissances et décès

### Naissances
Par ordre chronologique.
- 1828 : Jules Verne (1828–1905)
- 1834 : William Morris (1834–1896)
- 1838 : Auguste de Villiers de L'Isle-Adam (1838–1889)
- 1840 : Jakub Arbes (1840–1914)
- 1850 : Edward Bellamy (1850–1898)
- 1852 : Edward Page Mitchell (1852-1927)
- 1856 : J.-H. Rosny aîné (1856–1940)
- 1857 : Albert Daiber (1857–1928)
- 1857 : Constantin Tsiolkovski (1857–1935)
- 1863 : Vladimir Obroutchev (1863–1956)
- 1863 : Paul Scheerbart (1863–1915)
- 2 novembre 1865 : Carl Grunert (1865–1918)
- 1866 : Friedrich Wilhelm Mader (1866–1945)
- 1866 : H. G. Wells (1866–1946)
- 1868 : Claude Anet (1868–1931)
- 1871 : Robert Hugh Benson (1871–1914)
- 22 août 1873 : Alexandre Bogdanov (1873–1928)
- 1875 : Maurice Renard (1875–1939)
- 1876 : David Lindsay (1876–1945)
- 1876 : Jack London (1876–1916)
- 1879 : E. M. Forster (1879–1970)
- 16 août 1884 : Hugo Gernsback, écrivain luxembourgeois naturalisé américain, mort en 1967.
- 1887 : Alfred Kubin (1887–1959)
- 16 janvier 1895 : Nat Schachner, écrivain américain, mort en 1955.
- 16 décembre 1895 : B. R. Bruss, pseudonyme de René Bonnefoy, écrivain français, mort en 1980.
- 28 août 1898 : Ludwig Turek, écrivain allemand, mort en 1975.
- 29 novembre 1898 : Clive Staples Lewis, dit C. S. Lewis, écrivain britannique, mort en 1963.

### Décès
- 18 août 1889 : comte Villiers de l'Isle-Adam, écrivain français, mort à 50 ans.

## Prix
Les prix littéraires de science-fiction actuellement connus n'existaient alors pas.

## Parutions littéraires

### Romans
- 1805 : Le Dernier Homme par Jean-Baptiste Cousin de Grainville.
- 1818 : Frankenstein ou le Prométhée moderne par Mary Shelley.
- 1823 : Le Dernier Homme par Mary Shelley.
- 1846 : Le Monde tel qu'il sera par Émile Souvestre.
- 1854 : Star ou Ψ de Cassiopée par Charlemagne Ischir Defontenay.
- 1863 : Paris au XXe siècle par Jules Verne.
- 1864 : Voyage au centre de la Terre par Jules Verne.
- 1865 : De la Terre à la Lune par Jules Verne.
- 1869 : Vingt mille lieues sous les mers par Jules Verne.
- 1869 : Autour de la Lune par Jules Verne.
- 1877 : Hector Servadac par Jules Verne.
- 1880 : La Maison à vapeur par Jules Verne.
- 1886 : Robur le Conquérant par Jules Verne.
- 1886 : L'Ève future par comte Villiers de l'Isle-Adam.
- 1888 : Cent ans après ou l'An 2000 par Edward Bellamy.
- 1889 : Sans dessus dessous par Jules Verne.
- 1889 : Un Yankee à la cour du roi Arthur par Mark Twain.
- 1895 : L'Île à hélice par Jules Verne.
- 1895 : La Machine à explorer le temps par H.G. Wells.
- 1898 : La Guerre des mondes par H. G. Wells.

### Nouvelles
- 1835 : Great Moon Hoax.
- 1887 : Les Xipéhuz par J.-H. Rosny aîné.
- 1895 : Le Roi en jaune par Robert W. Chambers.

## Sorties audiovisuelles

### Films
- 1898 : La Lune à un mètre par Georges Méliès.
- 1900 : Le Déshabillage impossible par Georges Méliès.
- 1900 : Coppelia : La Poupée animée par Georges Méliès.